# Кубільйо-дель-Кампо
Кубільйо-дель-Кампо (ісп. Cubillo del Campo) — муніципалітет в Іспанії, у складі автономної спільноти Кастилія-і-Леон, у провінції Бургос. Населення — 100 осіб (2010).
Муніципалітет розташований на відстані близько 200 км на північ від Мадрида, 20 км на південь від Бургоса.

## Демографія
Динаміка населення (INE ):